# Roman von Galizien-Wolhynien

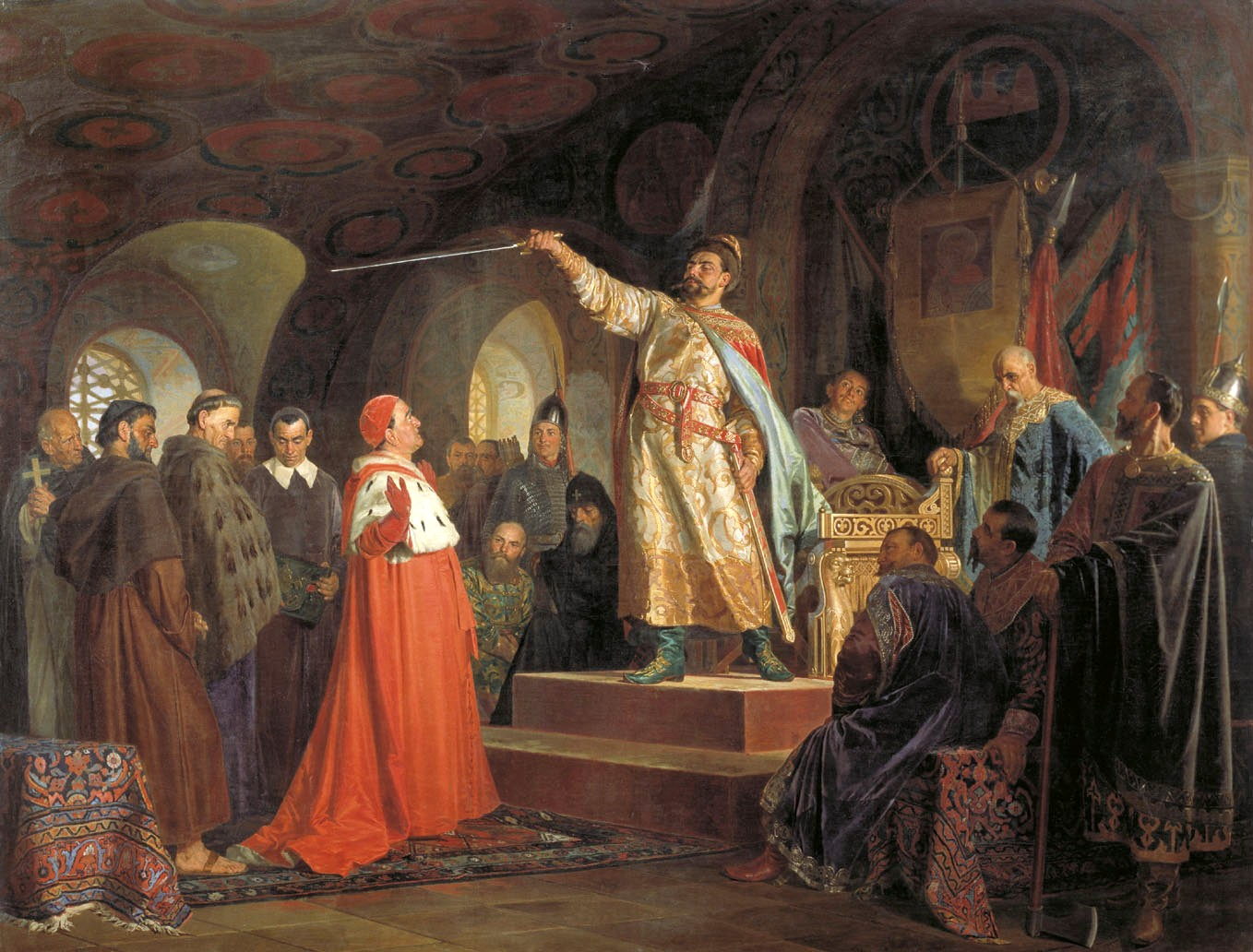
Fürst Roman empfängt den Gesandten von Papst Innozenz III., Gemälde von Nikolai Newrew, 1875

Roman Mstislawitsch, auch Roman der Große (ukrainisch und russisch Роман Мстиславич; * um 1150; † 1205 bei Zawichost, Königreich Polen) war Fürst von Nowgorod (1168–1170), Wolhynien (1170–1199), Galizien (1188), Galizien-Wolhynien (1199–1205) und Großfürst von Kiew (1201 und 1204).

## Leben
Roman war Sohn von Mstislaw Isjaslawitsch, Großfürst von Kiew und Agnes von Polen, Tochter des polnischen Herrschers Bolesław III. Schiefmund und der Salome von Berg. Er regierte zwischen 1168 und 1170 in Nowgorod. 
1170 wurde er Fürst von Wolhynien als Nachfolger seines Vaters. 
1188 wurde er kurzzeitig zum Fürsten von Halitsch (Galizien) auf Wunsch der Bojaren, dann jedoch vom ungarischen König Belá vertrieben.
In den Jahren 1197 bis 1198, 1201 und 1204 kämpfte er erfolgreich gegen das Steppenvolk der Polowzer. 
1199 gelang es ihm endlich, mit polnischer Unterstützung Fürst des Fürstentums Galizien zu werden.
Dieses vereinigte er mit seinem Fürstentum Wolhynien zum machtvollen Fürstentum Galizien-Wolhynien. 1201 wurde er Großfürst von Kiew, nachdem er die Stadt besetzt hatte.
Roman ging als ein starker und weiser Herrscher in die Geschichte der Region ein. Er hielt die meiste Zeit Frieden mit seinen westlichen Nachbarn, dem Königreich Polen und Königreich Ungarn. Später überwarf er sich mit dem polnischen Herzog Leszek (dem er das Fürstentum Halytsch zu verdanken hatte) und fiel schließlich im Kampf gegen ihn in der Schlacht bei Zawichost 1205.

## Ehen und Nachkommen
Roman war verheiratet mit
- Predslawa, Tochter von Großfürst Rurik Rostislawitsch von Kiew, um 1170/80, geschieden vor 1195

- Anna, Herkunft unbekannt, möglich Tochter von Kaiser Isaak II. von Konstantinopel oder  Schwester von Andreas II. von Ungarn oder andere Herkunft, geheiratet 1197

Kinder
- - Daniel Romanowitsch von Galizien (1201–1264), Fürst von Fürstentum Galizien-Wolhynien
  - Wassylko (1205–1269)